# Filip Müller
Filip Müller (* 3. Januar 1922 in Sereď, Tschechoslowakei; † 9. November 2013 in Mannheim) war ein slowakischer Überlebender des Sonderkommandos im KZ Auschwitz-Birkenau, der die Massenvernichtung in den Krematorien und Gaskammern des Lagers miterlebte und später dokumentierte. Er war Zeuge im Krakauer Auschwitz-Prozess sowie im ersten und zweiten Frankfurter Auschwitz-Prozess. Seine Erinnerungen an das Sonderkommando machte er der Öffentlichkeit durch sein Buch „Sonderbehandlung. Drei Jahre in den Krematorien und Gaskammern von Auschwitz“ und durch Interviews mit Claude Lanzmann für den Dokumentarfilm Shoah zugänglich.

## Im Zweiten Weltkrieg
Filip Müller wurde Mitte April 1942 im Alter von zwanzig Jahren mit dem fünften RSHA-Transport und dem ersten Transport mit jüdischen Männern aus der Slowakei in das KZ Auschwitz deportiert, wo ihm die Häftlingsnummer 29.236 tätowiert wurde.
Als Teil des jüdischen Sonderkommandos wurde er bei seiner Arbeit, die hauptsächlich in der Beseitigung der Leichen und dem Instandhalten der Vernichtungsanlagen bestand, Zeuge vom Tod hunderttausender Juden und auch anderer Insassen. Nach einem Monat konnte er im Stammlager zunächst der Krematoriumsarbeit entkommen, wurde jedoch in Auschwitz-Birkenau wiedererkannt und erneut dem Sonderkommando für insgesamt etwa zwanzig Monate zugeteilt.
Während seiner Inhaftierung plante er, nachdem er realisierte, was er eigentlich tat, seinen Selbstmord, der darin bestehen sollte, dass er einer Gruppe seiner Landsleute in die Gaskammer folgen wollte. Er wurde dann allerdings von einer Frau aus dieser Gruppe davon abgehalten, die der Meinung war, dass sein Tod niemanden retten würde. Seine Aufgabe bestehe allerdings darin, der Nachwelt von den Vorkommnissen des Lagers zu berichten.
Bis zum Januar 1945 arbeitete er im Sonderkommando. Nach der „Evakuierung“ des KZ Auschwitz wurde er in das KZ Mauthausen verbracht und im Mai 1945 im Außenlager Gunskirchen befreit.

## Nach Kriegsende
Bis 1953 war er arbeitsunfähig und hielt sich überwiegend in Sanatorien auf, bis 1969 lebte er in der Tschechoslowakei und emigrierte dann in die BRD.
Sein erster Bericht über das Sonderkommando wurde bereits 1946 auf vier Seiten in Die Todesfabrik, einer frühen Auschwitz-Darstellung von Ota Kraus und Erich Kulka, in tschechischer Sprache veröffentlicht. 1958 bis 1973 sagte er in mehreren Beweisaufnahmen vor Gericht aus. Er stellte sich in drei Prozessen als Zeuge zur Verfügung: 1947 im Krakauer Auschwitz-Prozess sowie 1964 und 1966 im ersten und zweiten Frankfurter Auschwitz-Prozess. Seine Aussagen im Krakauer Auschwitz-Prozess trugen maßgeblich zur Verurteilung der Angeklagten Aumeier und Grabner bei. Im ersten Frankfurter Auschwitz-Prozess wurden seine Aussagen in den Urteilen gegen die Angeklagten Stark, Frank und Lucas berücksichtigt. Seinem Bericht wurde ein hohes Gewicht beigemessen, was auch ein Grund für ihn war, seine Geschichte der Öffentlichkeit zugänglich zu machen.
Filip Müllers Überlebendenmemoiren „Sonderbehandlung. Drei Jahre in den Krematorien und Gaskammern von Auschwitz“ wurden Anfang Juli 1979, nachdem er 15 Jahre an seinem Werk und weitere sieben Jahre intensiv an der deutschen Fassung gearbeitet hatte, 34 Jahre nach seiner Befreiung, im Münchner Verlag Steinhausen veröffentlicht. Im April 1980 wurde es schließlich vom Bertelsmann-Verlag mit einer Gesamtauflage von etwa 100.000 Exemplaren herausgegeben und als „einzigartiges Dokument“ und als „Zeugnis des einzigen Mannes, der das jüdische Volk sterben sah und überlebte, um zu berichten, was er gesehen hat“ vermarktet. 1979 erschienen eine britische und eine amerikanische Ausgabe. Einer amerikanischen Neuauflage 1999 unter dem Titel „Eyewitness Auschwitz“ stimmte der Autor nicht zu. Auch eine deutsche Neuauflage wurde von Filip Müller nicht gewünscht.
Nach der Veröffentlichung von Sonderbehandlung wurde Müller zum Angriffsziel für Auschwitz-Leugner und Geschichtsrevisionisten im In- und Ausland. Eine von Schweden ausgehende, antisemitische Hetzkampagne führte dazu, dass er und seine Familie bedroht und terrorisiert wurden. Mit seiner Adresse und Telefonnummer versehene Flugblätter forderten seine Verurteilung als Kollaborateur und Mörder.
Er selbst sagte über seine Motivation, ein solches Werk zu verfassen:
Nach dem Zweiten Weltkrieg wollte jeder von den Überlebenden ein Alleswisser sein und das geheimnisvolle Sonderkommando hat sie so gereizt, dass sie vielmals fantasiert haben. (…) Meine Aufgabe war es, zu zeigen, was sich zwischen den Wänden abgespielt hat und wie es möglich war, innerhalb von 24 Stunden fast dreißigtausend Menschen zu erledigen. Dieses Geheimnis zu zeigen, das war meine Aufgabe.
In Claude Lanzmanns viel beachtetem Dokumentarfilm Shoah berichtete Müller ausführlich und eindrücklich über seine Erlebnisse in Auschwitz. Das machte ihn aufgrund der Berühmtheit des Filmes weiter bekannt. Müller hatte Lanzmann erfolglos schriftlich darum gebeten, seine Gefühlsausbrüche nicht im Film zu verwenden und fürchtete nun weitere Angriffe auf sich und seine Familie. Dass sich Lanzmann über seine Bitte hinwegsetzte, bewog ihn dazu, sich fortan völlig aus dem öffentlichen Leben zurückzuziehen.
Filip Müller war der einzige Überlebende des Sonderkommandos, der in Deutschland lebte. Er wohnte mehrere Jahrzehnte in Mannheim, wo er 2013 auch verstarb.